# Carlos Jara Saguier
Carlos de los Santos Jara Saguier (ur. 1 listopada 1950 w Asunción) – paragwajski piłkarz występujący na pozycji pomocnika oraz trener piłkarski.
Jego sześciu braci: Alberto, Ángel, Críspulo, Darío, Enrique oraz Toribio, także było piłkarzami.

## Kariera klubowa
Jara Saguier karierę rozpoczynał w 1968 roku w zespole Cerro Porteño. W ciągu 7 lat spędzonych w tym klubie, zdobył z nim 4 mistrzostwa Paragwaju (1970, 1972, 1973, 1974). W 1975 roku odszedł do meksykańskiego Cruz Azul. W 1979 roku, a także rok później zdobył z nim mistrzostwo Meksyku.
W 1983 roku Jara Saguier wrócił do Paragwaju, gdzie został graczem zespołu Club Libertad. Następnie grał w Cerro Porteño, Club General Caballero oraz Sportivo Trinidense, gdzie w 1987 roku zakończył karierę.

## Kariera reprezentacyjna
W reprezentacji Paragwaju Jara Saguier grał w latach 1970–1981.

## Kariera trenerska
Jako trener Jara Saguier prowadził Sportivo Trinidense, Sportivo Iteño, Rubio Ñú, Deportivo Humaitá, Sol de América, Cruz Azul Oacaxa, Cruz Azul Hidalgo (wcześniej Cruz Azul Oacaxa), CF Monterrey, reprezentację Paragwaju U-20, Sportivo Luqueño, Sport Colombia, reprezentację Paragwaju U-23, pierwszą reprezentację Paragwaju, Club Libertad, Querétaro FC, 12 de Octubre, Club Nacional, Sol de América, ponownie Sol de América oraz po raz kolejny Cruz Azul Hidalgo.
Do jego sukcesów należą ćwierćfinał Copa América 2004 z pierwszą reprezentacją Paragwaju oraz srebrny medal Letnich Igrzysk Olimpijskich 2004 z reprezentacją Paragwaju U-23.